# Serves-sur-Rhône
Serves-sur-Rhône ist eine französische Gemeinde mit 737 Einwohnern (Stand: 1. Januar 2022) im Département Drôme in der Region Auvergne-Rhône-Alpes. Sie gehört zum Arrondissement Valence und zum Kanton Tain-l’Hermitage. Die Einwohner werden Érômains und Érômaines genannt.

## Geographie
Serves-sur-Rhône liegt etwa 23 Kilometer nordnordwestlich von Valence an der Rhône, die die westliche Gemeindegrenze bildet. Umgeben wird Serves-sur-Rhône von den Nachbargemeinden Ponsas im Norden und Osten, Érôme im Süden und Südosten, Vion im Südwesten, Arras-sur-Rhône im Westen sowie Ozon im Nordwesten.
Durch die Gemeinde führt die Route nationale 7.

## Bevölkerungsentwicklung
| Jahr                       | 1962 | 1968 | 1975 | 1982 | 1990 | 1999 | 2006 | 2013 | 2020 |
| -------------------------- | ---- | ---- | ---- | ---- | ---- | ---- | ---- | ---- | ---- |
| Einwohner                  | 495  | 453  | 369  | 468  | 624  | 598  | 596  | 755  | 726  |
| Quellen: Cassini und INSEE |      |      |      |      |      |      |      |      |      |

## Sehenswürdigkeiten
- Burgruine
- Romanische Kapelle
- Pfarrkirche Saint-Pierre
- Schloss Fontager, 19. Jahrhundert